# Tournoi de Montaigu
Le Tournoi de Montaigu est une compétition de football organisée pour la première fois en 1973 par André Van Den Brink, alors à la tête du FC Montaigu.  
Renommé «Le Mondial Football Montaigu», l'événement rassemble jusqu'à 32 équipes de jeunes footballeurs de moins de 16 ans, autour de trois challenges: clubs et nations masculins et nations féminines. 
Le nombre important de fédérations de football représentées, ainsi que le nombre de talents détectés lors du week-end pascal (durant lequel le tournoi a généralement lieu), font de ce rassemblement l'un des plus réputés et visités des tournois de jeunes en Europe.
Pour la première fois de son histoire, l'édition 2020 est annulée, en raison de la pandémie de coronavirus. Les compétitions par nations et par clubs n'auront pas lieu,.
En 2023, après 35 ans à la tête du tournoi, Michel Allemand a laissé la place à 2 coprésidents : Franck Piveteau et Anthony Thibaud.

## Organisation/Déroulement
| \| Montaigu La Roche/Yon Saint-Jean-de-Monts Jard-sur-Mer La Copechagnière La Boissière-de-Montaigu La Bruffière L'Herbergement Boufféré \| Sites de l'édition 2019. |
| Montaigu La Roche/Yon Saint-Jean-de-Monts Jard-sur-Mer La Copechagnière La Boissière-de-Montaigu La Bruffière L'Herbergement Boufféré                                |

La compétition se déroule sur plusieurs jours (entre 3 et 12). Elle regroupe l'ensemble des équipes invitées par les organisateurs autour d'un mini championnat en poules, puis des matchs à élimination directe. Ce mode de fonctionnement est valable pour le challenge club comme pour celui des sélections nationales.
La finale a toujours lieu au stade Maxime Bossis de Montaigu. Les autres matchs de l'édition 2019 se dérouleront dans des stades aux alentours de Montaigu dont:
- La Roche-sur-Yon
- Saint-Jean-de-Monts
- La Copechagnière
- Jard-sur-Mer
- La Boissière-de-Montaigu
- La Bruffière
- L’Herbergement
- Boufféré

## Participants
Des fédérations du monde entier ont participé au tournoi (l'Argentine, le Brésil, l'Italie, l'Allemagne, la France, l'Angleterre, l'Espagne, le Portugal, les Pays-Bas,le Cameroun, la Côte d'Ivoire le Japon, l'Australie) ainsi que de nombreuses sélections de jeunes des plus grands clubs européens (le Bayern Munich, l'Ajax Amsterdam, le Paris Saint-Germain, l'Olympique de Marseille, l'AS Saint-Etienne).
Ainsi, le tournoi de Montaigu a accueilli des joueurs comme:
- Cristiano Ronaldo
- Andrea Pirlo
- Pavel Nedved
- Gheorghe Hagi
- Carlos Tévez
- Marcel Desailly
- Didier Deschamps
- Thierry Henry
- Karim Benzema
- Eduardo Camavinga
- Yoann Gourcuff
- Kylian Mbappé
- Aurélien Tchouaméni

## Palmarès

### Challenge Clubs masculins
| Année | Vainqueur                                           | Finaliste                                           | 3e Place                                            | 4e Place                                            |
| ----- | --------------------------------------------------- | --------------------------------------------------- | --------------------------------------------------- | --------------------------------------------------- |
| 1973  | RSC Anderlecht                                      | Bayern Munich                                       | Eintracht Francfort                                 | Non attribué                                        |
| 1974  | RSC Anderlecht                                      | Eintracht Francfort                                 | FC Bâle                                             | Non attribué                                        |
| 1975  | RSC Anderlecht                                      | Bayern Munich                                       | Paris Saint-Germain                                 | Non attribué                                        |
| 1977  | RSC Anderlecht                                      | Paris Saint-Germain                                 | Bayern Munich                                       | Non attribué                                        |
| 1978  | FC Nantes                                           | Ajax Amsterdam                                      | RSC Anderlecht                                      | Non attribué                                        |
| 1979  | Paris FC                                            | Borussia M'gladbach                                 | VfB Stuttgart                                       | Non attribué                                        |
| 1980  | Paris FC                                            | RSC Anderlecht                                      | FC Nantes                                           | Non attribué                                        |
| 1982  | FC Nantes                                           | RSC Anderlecht                                      | Eintracht Francfort                                 | Non attribué                                        |
| 1983  | Torino                                              | Paris Saint-Germain                                 | RSC Anderlecht                                      | Non attribué                                        |
| 1984  | Girondins de Bordeaux                               | FC Nantes                                           | Real Sociedad                                       | Non attribué                                        |
| 1985  | AJ Auxerre                                          | Girondins de Bordeaux                               | FC Nantes                                           | Non attribué                                        |
| 1986  | Girondins de Bordeaux                               | Paris Saint-Germain                                 | Olympique de Marseille                              | Non attribué                                        |
| 1987  | Girondins de Bordeaux                               | RC Paris                                            | AJ Auxerre                                          | Non attribué                                        |
| 1988  | FC Nantes                                           | Sélection vendéenne                                 | Paris Saint-Germain                                 | Non attribué                                        |
| 1989  | Girondins de Bordeaux                               | Paris Saint-Germain                                 | Toulouse FC                                         | Non attribué                                        |
| 1990  | FC Nantes                                           | AS Cannes                                           | Toulouse FC                                         | Non attribué                                        |
| 1991  | Toulouse FC                                         | AS Cannes                                           | FC Nantes                                           | Non attribué                                        |
| 1992  | FC Nantes                                           | Real Sociedad                                       | Sélection vendéenne                                 | Non attribué                                        |
| 1993  | Paris Saint-Germain                                 | AJ Auxerre                                          | Girondins de Bordeaux                               | Non attribué                                        |
| 1994  | FC Nantes                                           | Paris Saint-Germain                                 | AJ Auxerre                                          | Non attribué                                        |
| 1995  | AJ Auxerre                                          | Olympique lyonnais                                  | AS Saint-Étienne                                    | Non attribué                                        |
| 1996  | FC Nantes                                           | AJ Auxerre                                          | Stade rennais                                       | Non attribué                                        |
| 1997  | AS Saint-Étienne                                    | Stade rennais                                       | AJ Auxerre                                          | Non attribué                                        |
| 1998  | AS Saint-Étienne                                    | Sélection vendéenne                                 | Olympique lyonnais                                  | Non attribué                                        |
| 1999  | Stade rennais                                       | AS Saint-Étienne                                    | FC Nantes                                           | Non attribué                                        |
| 2000  | Olympique lyonnais                                  | AS Nancy-Lorraine                                   | Stade rennais                                       | Non attribué                                        |
| 2001  | Girondins de Bordeaux                               | Stade rennais                                       | AS Saint-Étienne                                    | Non attribué                                        |
| 2002  | Lille OSC                                           | FC Nantes                                           | Stade rennais                                       | Non attribué                                        |
| 2003  | Stade rennais                                       | RC Lens                                             | Girondins de Bordeaux                               | Non attribué                                        |
| 2004  | Olympique lyonnais                                  | FC Nantes                                           | Girondins de Bordeaux                               | Non attribué                                        |
| 2005  | Girondins de Bordeaux                               | Olympique de Marseille                              | Stade rennais                                       | Non attribué                                        |
| 2006  | Olympique de Marseille                              | Stade rennais                                       | Olympique lyonnais                                  | Non attribué                                        |
| 2007  | AJ Auxerre                                          | Olympique lyonnais                                  | Olympique de Marseille                              | Non attribué                                        |
| 2008  | AJ Auxerre                                          | AS Saint-Étienne                                    | FC Nantes                                           | Non attribué                                        |
| 2009  | AS Saint-Étienne                                    | Stade rennais                                       | Olympique lyonnais                                  | Non attribué                                        |
| 2010  | Stade rennais                                       | AS Saint-Étienne                                    | FC Nantes                                           | Non attribué                                        |
| 2011  | FC Nantes                                           | Girondins de Bordeaux                               | AJ Auxerre                                          | Non attribué                                        |
| 2012  | Girondins de Bordeaux                               | AS Saint-Étienne                                    | AJ Auxerre                                          | Non attribué                                        |
| 2013  | Chertanovo                                          | Le Mans FC                                          | FC Lorient                                          | AS St-Étienne                                       |
| 2014  | Stade rennais                                       | FC Nantes                                           | Sélection vendéenne                                 | Olympique lyonnais                                  |
| 2015  | FC Nantes                                           | Olympique de Marseille                              | RC Lens                                             | Olympique lyonnais                                  |
| 2016  | Stade rennais                                       | Stade de Reims                                      | Olympique lyonnais                                  | Olympique de Marseille                              |
| 2017  | Stade rennais                                       | Olympique de Marseille                              | FC Metz                                             | FC Nantes                                           |
| 2018  | Stade rennais                                       | Olympique de Marseille                              | FC Nantes                                           | Girondins de Bordeaux                               |
| 2019  | OGC Nice                                            | RC Strasbourg                                       | FC Nantes                                           | Olympique de Marseille                              |
| 2020  | Tournoi annulé en raison de la pandémie de Covid-19 | Tournoi annulé en raison de la pandémie de Covid-19 | Tournoi annulé en raison de la pandémie de Covid-19 | Tournoi annulé en raison de la pandémie de Covid-19 |
| 2021  | Toulouse FC                                         | RC Strasbourg                                       | Sélection vendéenne                                 | OGC Nice                                            |
| 2022  | AS Saint-Étienne                                    | Olympique de Marseille                              | Sélection vendéenne                                 | Girondins de Bordeaux                               |
| 2023  | RSC Anderlecht                                      | Olympique lyonnais                                  | Stade rennais                                       | Girondins de Bordeaux                               |
| 2024  | FC Nantes                                           | Girondins de Bordeaux                               | Olympique lyonnais                                  | Sélection de Vendée                                 |

Bilan par club
| Club                   | Victoires | Finalistes | 3e Place |
| ---------------------- | --------- | ---------- | -------- |
| FC Nantes              | 9         | 4          | 8        |
| Stade rennais          | 7         | 4          | 4        |
| Girondins de Bordeaux  | 7         | 2          | 3        |
| AS Saint-Étienne       | 4         | 4          | 2        |
| AJ Auxerre             | 4         | 2          | 5        |
| RSC Anderlecht         | 4         | 2          | 2        |
| Olympique lyonnais     | 2         | 2          | 3        |
| Toulouse FC            | 2         |            | 2        |
| Paris FC               | 2         |            |          |
| Paris Saint-Germain    | 1         | 5          | 2        |
| Olympique de Marseille | 1         | 5          | 2        |
| OGC Nice               | 1         |            | 1        |
| Chertanovo             | 1         |            |          |
| Lille OSC              | 1         |            |          |
| Torino                 | 1         |            |          |
| RC Strasbourg          |           | 2          |          |
| Stade de Reims         |           | 1          |          |

Tableau mis à jour après 2022.

### Challenge Nations masculines
| Année | Vainqueur                                           | Finaliste                                           | 3e Place                                            | 4e Place                                            |
| ----- | --------------------------------------------------- | --------------------------------------------------- | --------------------------------------------------- | --------------------------------------------------- |
| 1976  | France                                              | Eintracht Francfort                                 | Ajax Amsterdam                                      | Non attribué                                        |
| 1977  | France                                              | Israël                                              | RFA                                                 | Non attribué                                        |
| 1978  | Angleterre                                          | Israël                                              | RFA                                                 | Non attribué                                        |
| 1979  | Israël                                              | RFA                                                 | Écosse                                              | Non attribué                                        |
| 1980  | Écosse                                              | France                                              | Pays-Bas                                            | Non attribué                                        |
| 1981  | RFA                                                 | Irlande                                             | Belgique                                            | Non attribué                                        |
| 1982  | Irlande                                             | Italie                                              | Israël                                              | Non attribué                                        |
| 1983  | France                                              | Écosse                                              | Italie                                              | Non attribué                                        |
| 1984  | Brésil                                              | France                                              | Belgique                                            | Non attribué                                        |
| 1985  | URSS                                                | Suisse                                              | Pologne                                             | Non attribué                                        |
| 1986  | Cameroun                                            | Angleterre                                          | Belgique                                            | Non attribué                                        |
| 1987  | Belgique                                            | Hongrie                                             | URSS                                                | Non attribué                                        |
| 1988  | Mexique                                             | Tchéquie                                            | Sélection Ligue Atlantique                          | Non attribué                                        |
| 1989  | URSS                                                | Belgique                                            | Espagne                                             | Non attribué                                        |
| 1990  | URSS                                                | Allemagne                                           | Belgique                                            | Non attribué                                        |
| 1991  | URSS                                                | France                                              | Espagne                                             | Non attribué                                        |
| 1992  | États-Unis                                          | Tchéquie                                            | France                                              | Non attribué                                        |
| 1993  | Cameroun                                            | Portugal                                            | Espagne                                             | Non attribué                                        |
| 1994  | Cameroun                                            | Portugal                                            | Italie                                              | Non attribué                                        |
| 1995  | Cameroun                                            | France                                              | Italie                                              | Non attribué                                        |
| 1996  | France                                              | Belgique                                            | Écosse                                              | Non attribué                                        |
| 1997  | France                                              | Pays-Bas                                            | Cameroun                                            | Non attribué                                        |
| 1998  | France                                              | Cameroun                                            | Angleterre                                          | Non attribué                                        |
| 1999  | Italie                                              | Espagne                                             | Gabon                                               | Non attribué                                        |
| 2000  | Angleterre                                          | Italie                                              | Argentine                                           | Non attribué                                        |
| 2001  | France                                              | Angleterre                                          | Pérou                                               | Non attribué                                        |
| 2002  | Argentine                                           | France                                              | Pérou                                               | Non attribué                                        |
| 2003  | Italie                                              | France                                              | Portugal                                            | Non attribué                                        |
| 2004  | Japon                                               | Italie                                              | Côte d'Ivoire                                       | Non attribué                                        |
| 2005  | France                                              | Japon                                               | Allemagne                                           | Non attribué                                        |
| 2006  | France                                              | Italie                                              | Tunisie                                             | Non attribué                                        |
| 2007  | Allemagne                                           | Angleterre                                          | France                                              | Non attribué                                        |
| 2008  | Angleterre                                          | France                                              | Allemagne                                           | Non attribué                                        |
| 2009  | Angleterre                                          | Allemagne                                           | France                                              | Non attribué                                        |
| 2010  | Portugal                                            | Angleterre                                          | France                                              | Non attribué                                        |
| 2011  | Angleterre                                          | France                                              | Portugal                                            | Non attribué                                        |
| 2012  | Portugal                                            | Russie                                              | Angleterre                                          | Non attribué                                        |
| 2013  | Turquie                                             | Angleterre                                          | France                                              | Non attribué                                        |
| 2014  | Côte d'Ivoire                                       | Corée du Sud                                        | Angleterre                                          | France                                              |
| 2015  | Angleterre                                          | France                                              | Maroc                                               | Côte d'Ivoire                                       |
| 2016  | États-Unis                                          | France                                              | Brésil                                              | Maroc                                               |
| 2017  | Portugal                                            | France                                              | Danemark                                            | Japon                                               |
| 2018  | Portugal                                            | Brésil                                              | Angleterre                                          | France                                              |
| 2019  | Argentine                                           | Mexique                                             | Angleterre                                          | Brésil                                              |
| 2020  | Tournoi annulé en raison de la pandémie de Covid-19 | Tournoi annulé en raison de la pandémie de Covid-19 | Tournoi annulé en raison de la pandémie de Covid-19 | Tournoi annulé en raison de la pandémie de Covid-19 |
| 2021  | Espagne                                             | France                                              |                                                     |                                                     |
| 2022  | Brésil                                              | Argentine                                           | Angleterre                                          | Portugal                                            |
| 2023  | Angleterre                                          | Japon                                               | France                                              | Roumanie                                            |
| 2024  | France                                              | Mexique                                             | Côte d'Ivoire                                       | Japon                                               |

Bilan par nation
| Nation               | Victoires | Finalistes | 3e Place |
| -------------------- | --------- | ---------- | -------- |
| France               | 9         | 19         | 4        |
| Angleterre           | 6         | 11         | 4        |
| Portugal             | 4         | 6          | 2        |
| Cameroun             | 4         | 5          | 1        |
| Union soviétique     | 4         | 4          | 1        |
| Italie               | 2         | 4          | 3        |
| États-Unis           | 2         | 2          |          |
| Argentine            | 2         | 2          |          |
| Belgique             | 1         | 3          | 4        |
| Allemagne            | 1         | 3          | 2        |
| Israël               | 1         | 3          | 1        |
| Écosse               | 1         | 2          | 2        |
| Brésil               | 2         | 3          | 1        |
| République d'Irlande | 1         | 2          |          |
| Japon                | 1         | 2          |          |
| Mexique              | 1         | 2          |          |
| Espagne              | 1         | 1          | 3        |
| Allemagne de l'Ouest | 1         | 1          | 2        |
| Turquie              | 1         | 1          |          |
| Tchécoslovaquie      |           | 2          |          |
| Pays-Bas             |           | 1          | 1        |
| Hongrie              |           | 1          |          |
| Russie               |           | 1          |          |
| Suisse               |           | 1          |          |
| Pérou                |           |            | 2        |
| Maroc                |           |            | 1        |
| Pologne              |           |            | 1        |

### Challenge Nations féminines
| Année | Vainqueur                                           | 2e place                                            | 3e place                                            | 4e place                                            |
| ----- | --------------------------------------------------- | --------------------------------------------------- | --------------------------------------------------- | --------------------------------------------------- |
| 2019  | France                                              | Corée du Nord                                       | Chine                                               | Espagne                                             |
| 2020  | Tournoi annulé en raison de la pandémie de Covid-19 | Tournoi annulé en raison de la pandémie de Covid-19 | Tournoi annulé en raison de la pandémie de Covid-19 | Tournoi annulé en raison de la pandémie de Covid-19 |
| 2021  | Espagne                                             | Norvège                                             |                                                     |                                                     |
| 2022  | Pays-Bas                                            | Norvège                                             | France                                              |                                                     |
| 2023  | États-Unis                                          | France                                              | Portugal                                            | Japon                                               |
| 2024  | Japon                                               | Pays-Bas                                            | Suède                                               | France                                              |

Bilan par nation
| Nation        | Victoires | 2es | 3es |
| ------------- | --------- | --- | --- |
| France        | 1         | 1   | 1   |
| États-Unis    | 1         |     |     |
| Espagne       | 1         |     |     |
| Pays-Bas      | 1         |     |     |
| Norvège       |           | 2   |     |
| Corée du Nord |           | 1   |     |
| Chine         |           |     | 1   |
| Portugal      |           |     | 1   |

Tableau mis à jour après 2023.